# Coma (récit)
Pour les articles homonymes, voir Coma (homonymie).
Coma est un récit de Pierre Guyotat publié le 21 avril 2006 au Mercure de France et ayant obtenu le prix Décembre la même année.

## Résumé
Le livre est le récit de la crise artistique et de la dépression vécues par Pierre Guyotat de 1977 à 1982 avec le paroxysme d'un coma survenu en décembre 1981.

## Adaptation
Une lecture-adaptation en a été faite par Patrice Chéreau en 2008, 2009, 2010 et 2011.

## Éditions
- Mercure de France, coll. « Traits et portraits », 2006  (ISBN 2715225202)
- Éditions Gallimard, coll. « Folio » no 4606, 2007  (ISBN 9782070347384), 240 p.